# Тимченко, Галина Викторовна
Гали́на Ви́кторовна Ти́мченко (род. 8 мая 1962, Москва) — российская и латвийская журналистка, редактор и медиаменеджер. В 2004—2014 годах главный редактор интернет-издания Lenta.ru. Генеральный директор, учредитель и издатель новостного проекта Meduza, в котором с 2014 по 2016 год она являлась также и главным редактором. Является основателем журналистских рассылок Kit и «Сигнал».

## Биография
Галина Тимченко родилась 8 мая 1962 года в Москве. Училась в Московском медицинском стоматологическом институте, но на пятом курсе прекратила обучение, что стало для неё наиболее тяжёлым решением в жизни: «После этого со мной полгода не разговаривала мама и сестра. А мои научные руководители тоже на меня так сильно обиделись… Я была в полной изоляции». Тимченко также отмечала, что причина поступления в медицинский институт состояла в сильном влиянии на неё матери, а причиной ухода в самом конце обучения стал максимализм Тимченко: «Ну а какой смысл тратить время жизни на то, чем ты точно знаешь, что ты заниматься не будешь? Чтобы получить бумажку?».
В 1997—1999 годах работала редактором в газете «Коммерсантъ».

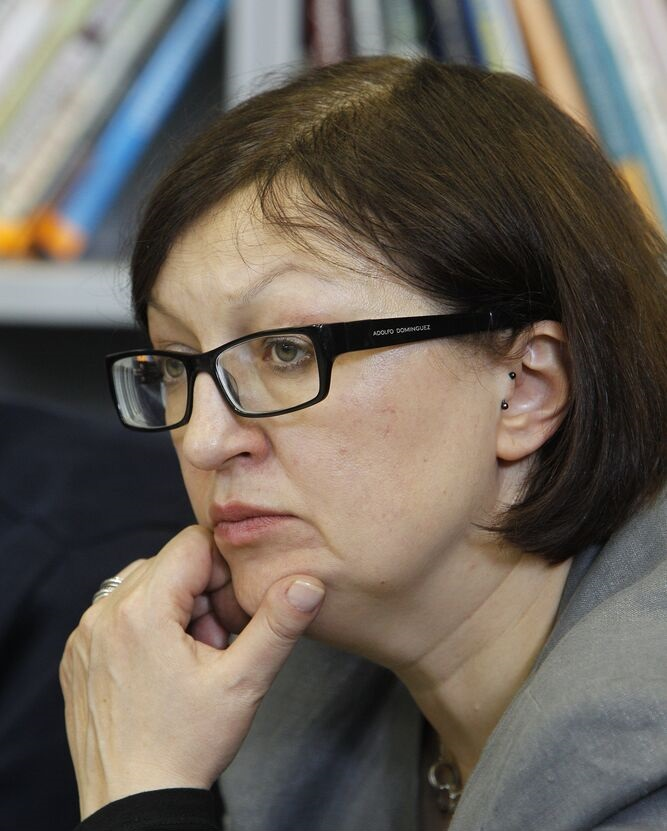
Фото 2011 года

### Лента.ру
В 1999 году перешла в новосозданное интернет-издание Lenta.ru, пройдя путь от сотрудника службы мониторинга до шеф-редактора. В 2004 году заняла должность главного редактора.
В 2010 году Центр интернета и общества Беркмана Клейна Гарвардского университета провёл исследование русской блогосферы, которое признало «Ленту.ру» наиболее часто цитируемым в русскоязычных блогах источником новостей. Согласно исследованию компании comScore, проведенному в апреле 2013 года, сайт Lenta.ru занял 5 место по посещаемости среди европейских новостных сайтов. По данным Alexa.com на март 2014 года сайт Lenta.ru занимал 16 место по популярности в России.

### Увольнение
12 марта 2014 года решением владельца издания Александра Мамута была уволена спустя несколько часов после того, как возглавляемое ею издание получило предупреждение Роскомнадзора в связи с тем, что в одном из журналистских материалов содержалась ссылка на интервью лидера «Правого сектора» Дмитрия Яроша. На её место был назначен Алексей Гореславский. Увольнение Тимченко вызвало противоречивые оценки комментаторов:
- По мнению политолога Глеба Павловского, увольнение Тимченко проведено в рамках усиливающегося давления власти на свободу прессы[10].
- Обнародован ряд мнений заметных российских блогеров, высоко оценивающих работу Тимченко и резко отзывающихся о её увольнении. В числе прочих о работе Тимченко хорошо отозвался бывший посол США в России Майкл Макфол[11].
- В день увольнения Галины Тимченко редакция «Ленты.ру» обратилась к читателям.

За последние пару лет пространство свободной журналистики в России драматически уменьшилось. Одни издания напрямую управляются из Кремля, другие — через кураторов, третьи — редакторами, которые боятся потерять работу.

### Дальнейшая жизнь
Во время аннексии Крыма — участница конгресса «Украина — Россия: диалог», прошедшего 24—25 апреля 2014 года в Киеве.
20 октября 2014 года стартовал новостной проект Галины и ещё нескольких бывших сотрудников Ленты.ру — Meduza в Риге. Первоначально финансирование нового проекта должно было осуществляться бизнесменами Михаилом Ходорковским и Борисом Зиминым, но стороны не смогли прийти к соглашению. Новых инвесторов Meduza смогла найти за неделю, хотя кто ими в итоге стал, не сообщается, а сама Тимченко в интервью журналу Forbes отметила: «Их имена никому ничего не скажут. Это люди категорически непубличные, не имеющие никакого отношения ни к медиа, ни к политике».
В мае 2024 года российские власти составили на Тимченко административный протокол об участии в нежелательной организации (ст. 20.33 КоАП РФ). Сама журналистка прокомментировала это следующим образом: «Во-первых, как обычно, дело заводили криворукие ебланы. Я не участвую, я возглавляю нежелательную организацию. Могли бы сразу что-то посерьезнее [придумать], не размениваясь на мелочи. Во-вторых, совершенно все равно. То есть, я даже облегчение испытываю, а то я как заговоренная была. Непорядок, когда на сотрудников заводят дела, а руководитель как будто ни при чём».
30 августа Министерством юстиции России внесена в список физических лиц «иностранных агентов».
В мае 2025 года против Тимченко в России возбуждено уголовное дело по статье об организации деятельности нежелательной организации. Ей грозит от двух до шести лет лишения свободы.

## Оценки и мнения
Главный редактор «Ведомостей» Т. Г. Лысова в беседе с главным редактором журнала Esquire Игорем Садреевым отметила:

Я просто не представляю, как Галине Тимченко удавалось руководить сайтом, на который заходили в день миллионы человек, как ей удавалось понимать этих людей, угадывать их потребности, интересы. Для этого нужно быть семи пядей во лбу.

## Награды
- В 2015 году получила премию «Свободная пресса Восточной Европы» немецкого фонда Zeit-Stiftung[нем.] и норвежского фонда Fritt Ord[англ.][21].
- В 2022 году получила от Комитета защиты журналистов специальную премию имени писательницы и журналистки Гвен Айфил за выдающиеся достижения в деле свободы прессы[22].